# AN/SPY-6
AN/SPY-6是美国海军（USN）正在开发的有源电子扫描阵列3D雷达。它将为Flight III批次的阿利·伯克級驅逐艦提供综合防空和导弹防御能力。其改进型正在开发中，用于改装Flight IIA批次的阿利·伯克驱逐舰。另外它还将安装在星座级护卫舰、福特航空母舰、美利坚级两栖攻击舰（LHA-8 和未来型）和圣安东尼奥两栖运输船坞上。
AN/SPY-6首次交付给美国海军于2020年7月20日。

## 发展

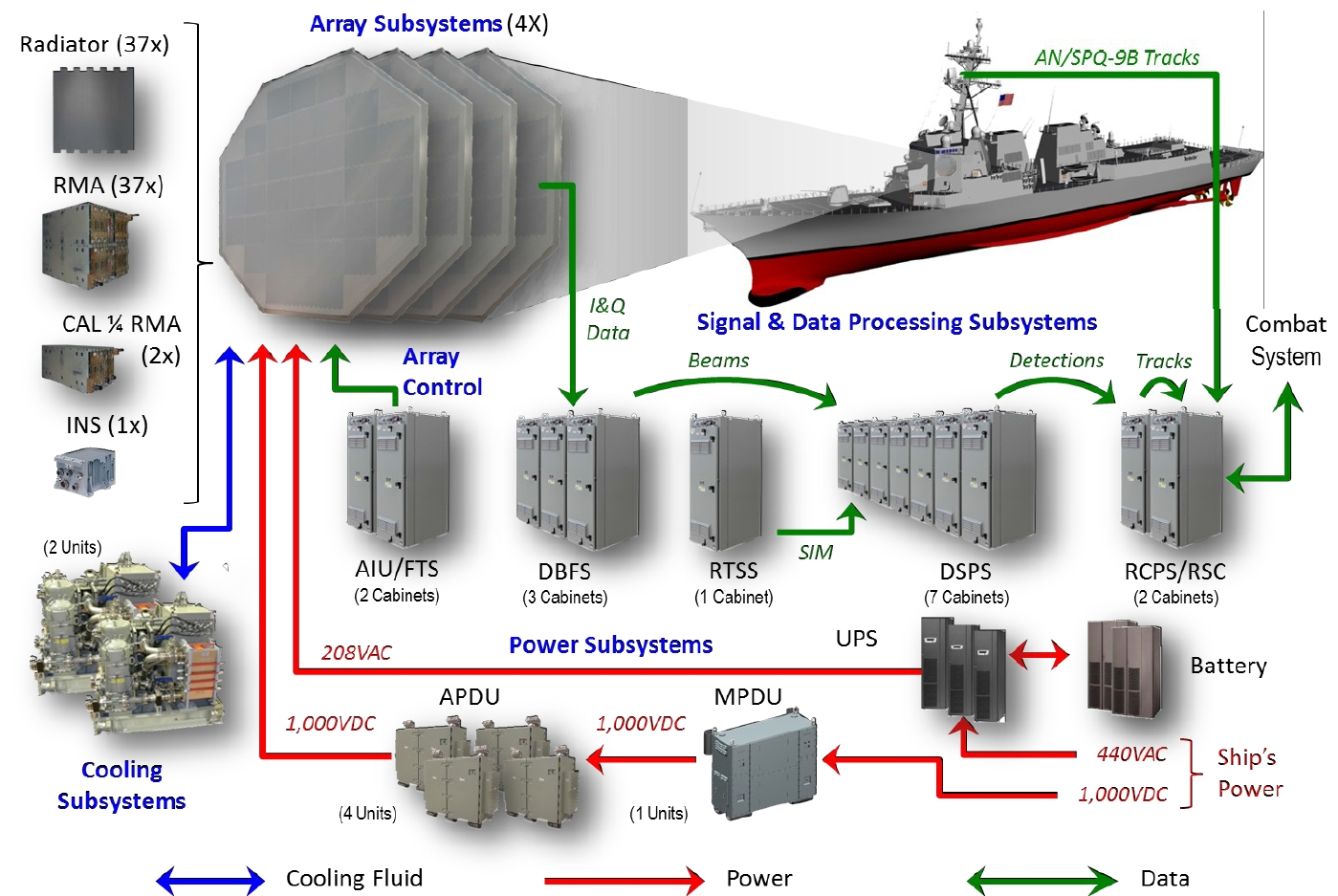
AN/SPY-6 系统概述。

2013年10月，“雷神公司（RTN）被授予一份近3.86亿美元的成本加奖励费合同，用于工程和制造开发（EMD）阶段的设计、开发、集成、测试，以及空空导弹防御 S波段雷达（AMDR-S）和雷达套件控制器（RSC）的交付。”2010 年 9 月，美国海军将技术开发合同授予诺斯洛普·格鲁曼、洛克希德·马丁公司和雷神公司，以开发 S波段雷达和雷达套件控制器（ RSC）。据报道，X波段雷达的开发将根据单独的合同进行。海军希望从 2016 年开始在Flight III批次的阿利·伯克级驱逐舰上安装AMDR。这些舰艇目前安装了洛克希德·马丁公司生产的宙斯盾作战系统。
2013年，海军从该项目中削减了近100亿美元的成本，采用了一种规模较小、功能较弱的系统，以应对 "未来威胁 "的挑战。截至 2013 年，该计划预计将交付22部雷达，总成本近66亿美元。批量生产时，每台雷达的成本将达到 3 亿美元。计划于2021年进行测试，2023年3月具备初始作战能力。
由于洛克希德提出质疑，海军被迫中止了合同。洛克希德公司于2014年1月正式撤回了抗议，从而使海军解除了停工令。
2022年3月，雷神公司宣布签订一份价值32亿美元的合同，为美国海军的每艘新水面舰艇装备SPY-6系列雷达。

## 技术
SPY-6系统由两个主雷达和一个用于协调传感器的雷达套件控制器（RSC）组成。S波段雷达用于提供全搜索、跟踪、弹道导弹防御识别和导弹通信，X波段雷达用于提供地平线搜索、精确跟踪、导弹通信和目标终端照明。S波段和 X波段传感器还将共享雷达导航、潜望镜探测、导弹制导和通信等功能。SPY-6是一个可扩展的系统，每个传感器阵列都由独立的雷达模块组件（RMA）组装而成。
阿利·伯克級的上层建筑只能容纳 4.3 米规格天线的版本，但美国海军声称他们需要 6.1 米或更大的雷达来应对未来的弹道导弹威胁。英格尔斯公司建议以 “圣安东尼奥 ”级两栖运输船坞为基础，建造配备 6.1 米规格天线的 SPY-6 雷达的导弹巡洋舰。为了降低成本，首批 12 套 SPY-6 将采用基于现有 SPQ-9B 旋转雷达的 X 波段组件，第 13 套中将被新型 X 波段雷达取代，后者将更有能力应对未来的威胁。

## 主要型号
- AN/SPY-6(V)1，也被称为空中与导弹防御雷达（Air and Missile Defense Radar, AMDR），[14]是一种具有四面阵列的相控阵雷达，每一面由37个雷达模块组件（RMA）组成。相比前代AN/SPY-1雷达系统，AN/SPY-6(V)1在灵敏度方面预计提升了约15分贝（dB），意味着它能够在距离加倍的情况下探测体积仅为原来一半的目标。[15]它具备同时应对弹道导弹、巡航导弹、空中目标与水面威胁的能力，并具备一定的电子战功能。[16] AN/SPY-6(V)1用于阿利·伯克级Flight III型驱逐舰，将成为美国海军未来宙斯盾舰的核心传感器系统之一。
- AN/SPY-6(V)2：也称为企业级空中监视雷达（Enterprise Air Surveillance Radar，EASR）。[17]这是一种可旋转的缩小版相控阵雷达，配备9个雷达模块组件（RMA），虽然体积更小，但其灵敏度估计与AN/SPY-1D(V)相当。该雷达具备同时应对巡航导弹、空中和水面威胁的能力，并可执行电子战任务。[16]计划部署于圣安东尼奥级两栖船坞运输舰（原LX(R)）、美利坚级两栖攻击舰布干维尔号（USS Bougainville，LHA-8）[18]以及用于尼米兹级航空母舰的未来升级改装计划。[19][20]
- AN/SPY-6(V)3：是EASR的三面固定相控阵版本，每面阵列包含9个雷达模块组件（RMA）。其性能与AN/SPY-6(V)2相同。[16]该雷达工作于S波段，将作为体积搜索雷达，用于补充福特级航空母舰上的AN/SPY-3 X波段雷达，首先部署于约翰·F·肯尼迪号航空母舰。[18]此外，该雷达也计划作为星座级护卫舰的主多功能雷达使用[21]。
- AN/SPY-6(V)4：是一种四面固定相控阵雷达，每面包含24个雷达模块组件（RMA）。与AN/SPY-6(V)1类似，它具备同时应对弹道导弹、巡航导弹、空中与水面威胁的能力，并可执行电子战任务。 该雷达计划用于对阿利·伯克级Flight IIA型驱逐舰进行改装升级。[22] [23][24]
- 另外一种设计方案则在每一面配备69个雷达模块组件（RMA），其灵敏度预计比AN/SPY-1提高25分贝。这意味着该雷达可以在几乎四倍的距离上探测到尺寸仅为原来一半的目标。 [25] [26]

## 引用
1. ↑  .   [2014-05-28]. （原始内容存档于2014-05-29）.
2. ↑   (PDF). 2010-03-15  [2010-10-01]. （原始内容 (PDF)存档于2012-10-07）.
3. ↑  .   [2013-10-10]. （原始内容存档于2013-10-18）.
4. ↑  . Defense News.   [2011-04-01]. （原始内容存档于2012-09-20）.
5. ↑  .   [2013-04-07]. （原始内容存档于2014-01-10）.
6. 1 2   (PDF). US Government Accountability Office: 117–8. March 2013  [26 May 2013]. （原始内容存档 (PDF)于2015-07-17）.
7. ↑  Shalal-Esa, Andrea. . www.reuters.com. Reuters. 23 October 2013  [23 October 2013]. （原始内容存档于2023-11-01）.
8. ↑  McCarthy, Mike. . Defense Daily. Defense Daily Network. 10 January 2014  [25 November 2018]. （原始内容存档于16 January 2014）.
9. ↑  LaGrone, Sam. . news.usni.org. US Naval Institute News. 13 January 2014  [25 November 2018]. （原始内容存档于2023-11-01）.
10. ↑  . Raytheon Missiles & Defense. 31 March 2022. （原始内容存档于2 April 2022）.
11. ↑  . Raytheon Technologies. 31 March 2022. （原始内容存档于9 April 2022）.
12. ↑  . Defense News.   [2011-04-01]. （原始内容存档于2012-09-20）.
13. 1 2   (PDF). US Government Accountability Office: 117–8. March 2013  [26 May 2013]. （原始内容存档 (PDF)于2013-04-14）.
14. ↑  . www.navy.mil.   [2022-12-22] （美国英语）.
15. ↑  . Missile Threat.   [15 January 2023] （美国英语）.
16. 1 2 3  . Raytheon Missiles & Defense.   [12 July 2022]. （原始内容存档于26 March 2022）.
17. ↑  . YouTube. 2019-05-07  [2021-11-20].
18. 1 2  . USNI News. August 22, 2016.
19. ↑  Rogoway, Tyler. . The War Zone. 21 August 2019  [12 September 2024].
20. ↑  . Raytheon Missiles & Defense. 2 August 2021. （原始内容存档于22 June 2022）.
21. ↑  Vavasseur, Xavier (编). . Navy Recognition. 18 January 2018  [19 January 2018].
22. ↑  . Raytheon Missiles & Defense.   [12 July 2022]. （原始内容存档于26 March 2022）.
23. ↑  Larter, David. . Defense News. 21 March 2019 （英语）.
24. ↑  Justin Katz. Raytheon to start backfitting destroyers with SPY-6 radar. Breaking Defense. (11 Jan 2022)
25. ↑   (PDF). Raytheon: 7, 11.   [15 January 2023]. （原始内容 (PDF)存档于4 August 2021）.
26. ↑   (PDF). Surface Combat Systems Center: 1–5.   [15 January 2023].